# Индийски петнист орел
Индийският петнист орел (Clanga hastata) е вид птица от семейство Ястребови (Accipitridae). Видът е световно застрашен, със статут Уязвим.

## Разпространение
Разпространен е в Бангладеш, Камбоджа, Индия, Мианмар и Непал.